# Итля
Итля — село в Хунзахском районе Дагестана. Входит в состав сельского поселения Батлаичский сельсовет.

## Географическое положение
Расположено на реке Тиронтляр, в 2 км к северо-востоку от районного центра села — Хунзах, и в 2,5 км к юго-западу от центра сельского поселения села Батлаич.

## История
Село образовано решением НС РД № 1217-V от 25.11.2015 г. Название присвоено Распоряжением правительства РФ от 29 декабря 2016 года N 2900-р.
Аул Итля по данным на 1886 год входил в состав Хунзахского сельского округа (наибства), состоял из 36 хозяйств в которых проживал 141 человек. Аулу принадлежало: пахотных земель — 716, покосных земель — 150, пастбищ — 1,5 версты, скота рабочего — 18 голов, крупного рогатого скота — 80 голов, мелкого рогатого скота — 195 голов. По данным на 1926 г. в селе Итля проживало 115 человек, оно входило в состав Гиничутльского сельсовета Аварского округа. В период коллективизации образован колхоз имени Байдукова, который в 1947 году был объединён с колхозом имени Ленина села Геничутль. В 1950-х годах жителей села переселяют в село Арани, населённый пункт упраздняется.

## Население
| 1888 | 1895 | 1926 | 1939 | 2021 |
| ---- | ---- | ---- | ---- | ---- |
| 138  | ↗153 | ↘115 | ↗130 | ↘55  |

## Известные уроженцы
- Магомедов, Магомед-Расул Дибирович — доктор биологических наук, профессор.
- Кураев, Наби Магомедович — доктор медицинских наук, профессор. Министр здравоохранения ДАССР (1963—1983).